# Nikiforos Diamandouros
Paraskevas Nikiforos Diamandouros (grekiska: Νικηφόρος Διαμαντούρος, grekiskt uttal: [niciˈforos ðʝamanˈduros]) (född 25 juni 1942) är en grekisk akademiker som var Greklands första nationella ombudsman från 1998 till 2003 och europaombudsman från april 2003 till oktober 2013. Han omvaldes som europaombudsman både år 2005 och år 2010.

## Privatliv
Diamandouros föddes i Aten den 25 juni 1942. Hans intressen omfattar klassisk musik, film, att läsa, och att skriva. Han har publicerat verk om uppbyggnad av stater och nationer, om demokratisering och om sambandet mellan kultur och politik. Han har också skrivit mycket om Greklands och Sydeuropas politik och historia. Diamandouros är gift och har två barn.

## Akademisk karriär
År 1963 avlade Diamandouros en filosofie kandidatexamen vid Indiana University. Han studerade vidare vid Columbia University i New York, där han avlade flera högre examina, och slutligen blev filosofie doktor år 1972. Från 1973 till 1978 innehade han en forskartjänst vid Columbia University och en undervisningstjänst vid State University of New York.
Diamandouros tillträdde som direktör för utveckling vid Athens College i Aten år 1980. År 1983 lämnade han denna post och blev istället programdirektör för Västeuropa och Mellanöstern vid Social Science Research Council(en) i New York, där han stannade till 1996, men sedan 1988 i stället som en av ordförandena för dess underkommitté för Sydeuropa. Han var också ordförande för den amerikanska föreningen för moderna grekiska studier, MGSA, (the) Modern Greek Studies Association), mellan 1985 och 1988.
Mellan 1988 och 1991 ledde Diamandouros det grekiska institutet för internationella och strategiska studier, en forskningsinstitution i Aten. År 1992 blev han ordförande för den grekiska statsvetenskapliga föreningen, ett uppdrag han behöll i sex år. År 1995 blev han föreståndare och ordförande för det grekiska nationella centrumet för samhällsvetenskaplig forskning (EKKE, Εθνικού Κέντρου Κοινωνικών Ερευνών), och behöll dessa uppdrag till 1998. År 1997 var han kortvarigt gästprofessor i statsvetenskap vid Juan March-centrumet för högre studier i samhällsvetenskap (IC3JM, Instituto Carlos III-Juan March) i Madrid, Spanien.
Diamandouros är professor emeritus i komparativ politik vid Institutionen för statsvetenskap och offentlig förvaltning vid Atens universitet. Han var också en av huvudredaktörerna för en publikationsserie om det nya Sydeuropa, utgiven av Oxford University Press, Johns Hopkins University Press och Palgrave, och har erhållit forskningsanslag från Fulbright-programmet och från (det likaledes amerikanska) National Endowment for the Humanities.

## Politiska uppdrag
Diamandouros utsågs till medlem av Greklands nationella kommission för de mänskliga rättigheterna år 1999. År 2000 blev han medlem av Greklands nationella råd för administrativa reformer.
Diamandouros var Greklands första nationella ombudsman, under åren 1998 till 2003. Den 1 april 2003 valdes han till Ombudsman för den Europeiska Unionen, för återstoden av Södermans ämbetsperiod. Han valdes för en hel period år 2005, och omvaldes för ytterligare en period år 2010. Han efterträddes av Emily O'Reilly.
Diamandouros har erhållit det polska Förtjänstkorset i guld, den grekiska Fenixorden och den franska Hederslegionen.